# Poliuto
Poliuto es una "tragedia lírica" u ópera trágica, con música de Gaetano Donizetti y libreto en italiano de Salvatore Cammarano basado en el drama de Pierre Corneille Polyeucte (1643). Fue compuesta en 1838 y estrenada el 30 de noviembre de 1848 en el Teatro de San Carlos de Nápoles. Sin embargo, una versión revisada de la obra con texto en francés había sido producida con anterioridad en la Ópera de París con el título de Les Martyrs el 10 de abril de 1840.   

## Historia

### Composición
Para el mes de enero de 1838, Donizetti estaba en negociaciones con la Ópera de París para componer dos nuevas obras. Estando en Venecia para el estreno de Maria de Rudenz había conocido a Adolphe Nourrit, quien durante más de una década había sido el principal tenor en París. Sin embargo, la popularidad de Nourrit estaba ahora en declive y estaba en peligro de ser suplantado en los afectos del público por la estrella en alza Gilbert Louis Duprez. Nourrit y Donizetti estaban completamente de acuerdo en que una grand opéra en el estilo de La judía de Halévy sería exactamente lo que se adecuaría a los gustos del público francés y proporcionar a Nourrit el vehículo ideal para restaurar su carrera.
Sin embargo, la siguiente ópera de Donizetti estaba previsto que se estrenara en Nápoles, la capital del Reino de las Dos Sicilias, cuyo rey Fernando II era un devoto católico que rechazó cualquier representación en el escenario de escenas de carácter religioso como el martirio de un santo. En el último momento, el rey prohibió la producción. 
La administración del Teatro de San Carlos se vio obligada a sustituir Pia de' Tolomei, y Donizetti se marchó a París inmediatamente, y juró no volver a tener nunca tratos con Nápoles en el futuro. La cancelación fue un golpe aplastante a las esperanzas de Adolphe Nourrit de revivir su carrera decaída. El 8 de marzo de 1839, se suicidó saltando desde una ventana de su apartamento en Nápoles.

### Representaciones
Al llegar a París, Donizetti revisó y expandió la ópera sobre un texto en francés para estrenarla en la Salle Le Peletier de la Ópera de París con el título Les martyrs el 18 de abril de 1840. 
Poliuto no se representó en su forma original hasta después de la muerte de Donizetti. El 30 de noviembre de 1848 se estrenó la versión original en el Teatro San Carlo de Nápoles, pocos meses después de la muerte del compositor. Esta ópera rara vez se representa en la actualidad; en las estadísticas de Operabase aparece con sólo 3 representaciones para el período 2005-2010.

## Personajes
| Personaje                                         | Tesitura                          | Reparto el 18 de abril de 1840 (Les Martyrs) Director: | Reparto el 30 de noviembre de 1848 (Poliuto) Director: Antonio Farelli |
| ------------------------------------------------- | --------------------------------- | ------------------------------------------------------ | ---------------------------------------------------------------------- |
| Poliuto (noble armenio)                           | tenor                             | Gilbert Duprez                                         | Carlo Baucardé                                                         |
| Paolina (esposa de Poliuto)                       | soprano                           | Julie Dorus-Gras                                       | Eugenia Tadolini                                                       |
| Severo (Procónsul romano)                         | barítono                          | Jean-Étienne August Massol                             | Filippo Colini                                                         |
| Felice (Gobernador de Armenia y padre de Paolina) | Poliuto: tenor Los mártires: bajo | Prosper Dérivis                                        | Anafesto Rossi                                                         |
| Callistene (Sumo sacerdote de Júpiter)            | bajo                              | Jacques-Émil Serda                                     | Marco Arati                                                            |
| Nearco (Patriarca cristiano)                      | tenor                             | Pierre François Wartel                                 | Domenico Ceci                                                          |
| Un cristiano                                      | Poliuto: tenor Los mártires: bajo | Sr. Molinier                                           |                                                                        |

## Argumento
Lugar: Mitilene
Época: hacia el año 259

### Acto I: El bautismo
Escena 1: la entrada al santuario escondido
Armenia ha sido conquistada por los romanos, quienes han decretado que el cristianismo, que tiene bastantes seguidores en el país, debe ser destruido y sus seguidores muertos. Poliuto, el principal magistrado de Mitilene, ha ido a una reunión secreta de beatos que van a ser bautizados en la nueva fe. Confía a su amigo Nearco, que es otro converso, que tiene ciertas dudas en relación con la lealtad de su mujer a él. Ella estaba enamorada de un general romano llamado Severo y sólo se casó con Poliuto después de que su padre, Felice, la presionase, quien le dijo a ella que Severo había muerto en batalla.
Poliuto entra en el santuario, e inmediatamente aparece su esposa, Paolina. Ella lo ha seguido, sospechando de que se ha convertido al cristianismo. Espera a que él regrese del bautismo y, oyendo el servicio, se encuentrsa extrañamente conmovida por su sinceridad y poder mientras los cristianos rezan pòr sus perseguidores. Nearco llega con la noticia no sólo de que Severo vive, sino que además pretende desarraigar y destruir a cada cristiano de la tierra. Paolina experimenta tanto una gran alegría como una profunda desesperación al saber que su amante ha sobrevivido, pero reconociendo que ahora ellos nunca podrán estar juntos.
Escena 2: La gran plaza de Mitilene
Una multitud jubilosa saluda la llegada de Severo. Él está entusiasmado al ver otra vez a Paolina, pero sus sentimientos pronto se convierten en ira y amargura cuando descubre su matrimonio con Poliuto.

### Acto II: El neófito
Escena 1: Los jardines de la casa de Felice
Severo enojado se enfrenta a Paolina. Ella intenta explicarle que fue engañada por su padre que la obligó a casarse con Poliuto. A pesar de todo ella pretende seguir siendo fiel a su marido e insiste en que Severo la deje. Poliuto ha descubierto el encuentro entre los antiguos amantes y está convencido de la infidelidad de su esposa; sin embargo, sus amargos pensamientos de venganza se ven interrumpidos por la noticia de que Nearco ha sido arrestado por los romanos a causa de sus creencias religiosas.
Escena 2: El templo de Júpiter
Nearco es arrastrado al templo encadenado. Los sacerdotes exigen conocer el nombre de su nuevo e importante converso al cristianismo. Cuando ellos amenazan a Nearco con la tortura, Poliuto orgullosamente revela que es él mismo el hombre al que buscan. Paolina ruega a su padre que salve la vida de su marido, y luego se arroja a los pies de Severo, rogándole que muestre piedad por el amor que ella sabe que él aún siente por ella. Sus acciones enfadan tanto a Poliuto que se libera de sus captores y golpea el altar pagano. Rápidamente lo cogen y se lo llevan con Nearco.

### Acto III: Martirio
En la celda de su prisión, Poliuto se despierta de un sueño inquieto. Ha tenido un sueño en el que Paolina es en realidad una esposa leal y fiel. Ella ha convencido a los guardias de que la permitan visitarlo, y él la perdona y se reconcilian. Paolina le urge que se salve renunciando a sus creencias cristianas, pero él está seguro de que la salvación eterna lo espera después de la muerte. Reconociendo la fuerza de su fe, Paolina le ruega que la bautice, de manera que ella pueda morir con él. Al principio Poliuto no desea llevar a cabo el bautismo, pero cuando él ve que su conversión es genuina, se muestra conforme.
Poliuto va a alimentar a los leones, y Severo y sus hombres llegan para llevarlo a la arena. Severo está horrorizado cuando Paolina anuncia que ella también es cristiana y exige morir con su marido. Severo le insiste en que lo reconsidere, pero ella permanece determinada a unirse a Poliuto en el martirio. Se los llevan juntos a afrontar su truculento destino.

## Grabaciones
Hay una grabación histórica según La discoteca ideal de la ópera, de Roger Alier y otros, la dirigida por Antonino Votto (1960, grabación en vivo), con Franco Corelli (Poliuto), Maria Callas (Paolina), Ettore Bastianini (Severo), Nicola Zaccaria (Callistene), Piero De Palma (Nearco) y Rinaldo Pelizzoni (Felice). Coro y Orquesta del Teatro de La Scala de Milán. HUNT

Hay otra grabación antológica del Teatre del Liceu de Barcelona con Leyla Gencer, Amedeo Zambón, Vicente Sardinero, Antoni Lluch, Ferruccio Mazzoli y Josep Manzaneda, dirigida por Giuseppe Morelli del 12 de diciembre de 1975 con el coro y la orquesta del Liceu.